# Hecatera par
Hecatera par là một loài bướm đêm trong họ Noctuidae.